# Kameuforbia
Kameuforbia (Euphorbia lophogona) är en växtart i familjen törelväxter. Den är endemisk på Madagaskar, och dess habitat är subtropiska eller tropiska torra skogar. IUCN kategoriserar arten globalt som sårbar.

## Som krukväxt
Kameuforbia odlas som krukväxt, bland annat för sitt speciella utseende. Kameuforbia har en kaktusliknande stam i mitten och långa, friskt gröna blad. Dessa lämnar ett stort ärr på stammen när de faller av, vilket lätt händer.
På mittstammen sitter väldigt små blommor som utvecklar små, svarta frön. Dessa frön skjuts iväg när de är mogna, med en förvånansvärt hög hastighet. Står plantan högt i ett rum med parkettgolv kan fröna få sån kraft att de rullar över hela rummet. Inte sällan hamnar frön i närstående blomkrukor, och nya plantor dyker upp där man inte planterat dem själv. Därför kallas växten ofta skvättiväg.
Det finns flera Euphorbia-arter som är kaktuslika, men har blad. De har alla det gemensamt att de lätt fäller bladen, men plantan överlever. Vattnar man bara sparsamt är de mycket lättodlade krukväxter, lämpade att ha där värmen är på hela vintern.

## Bildgalleri

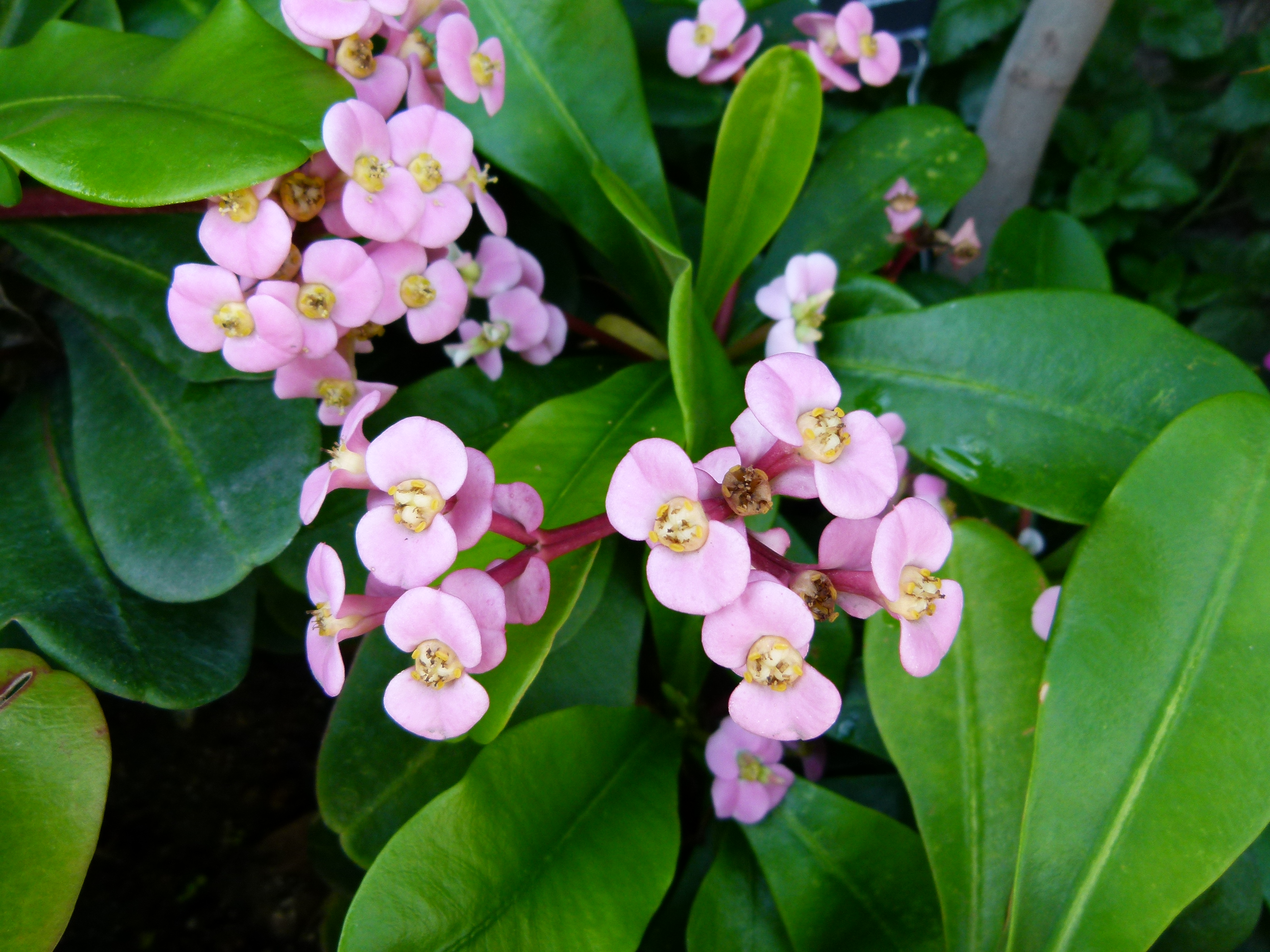
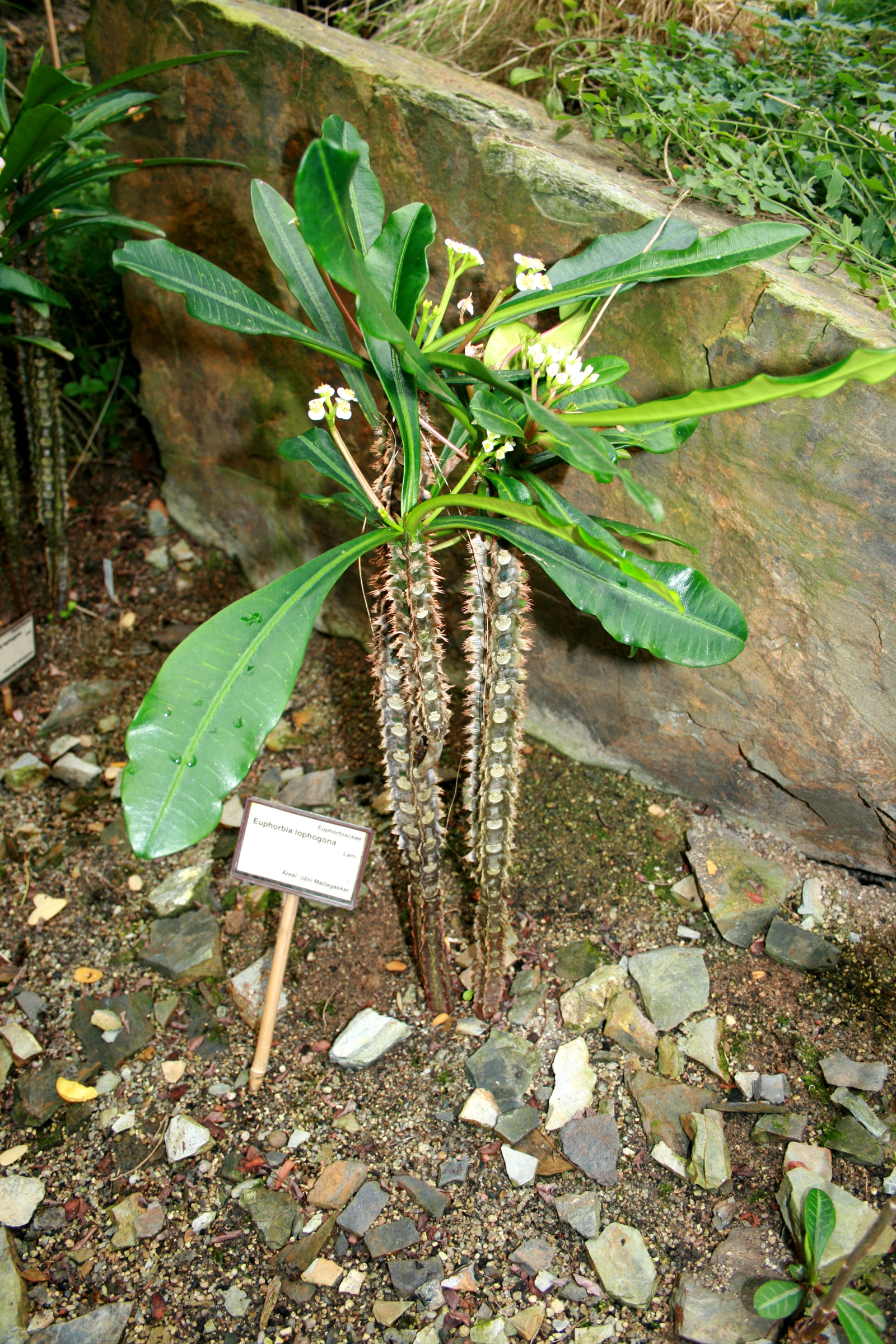
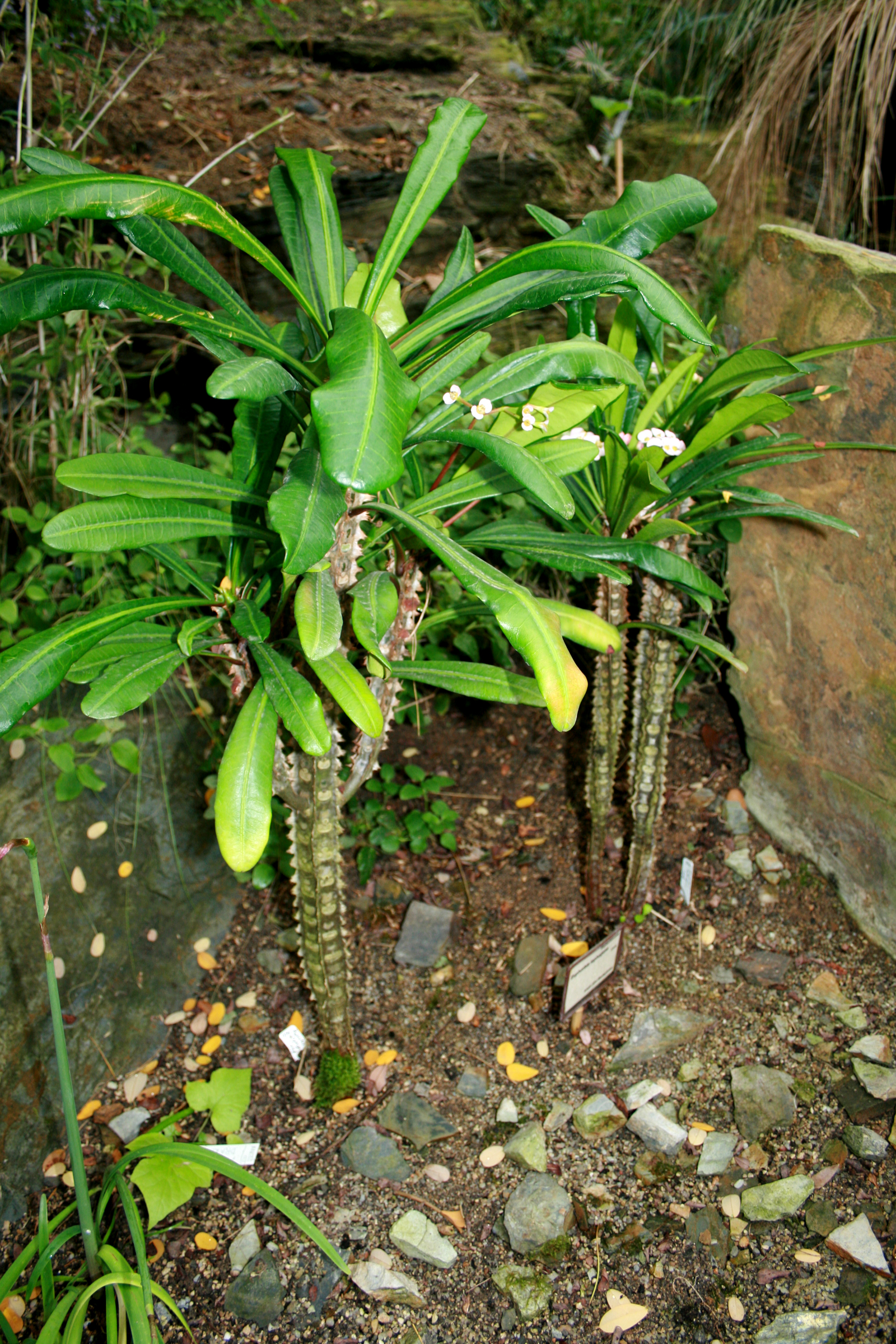
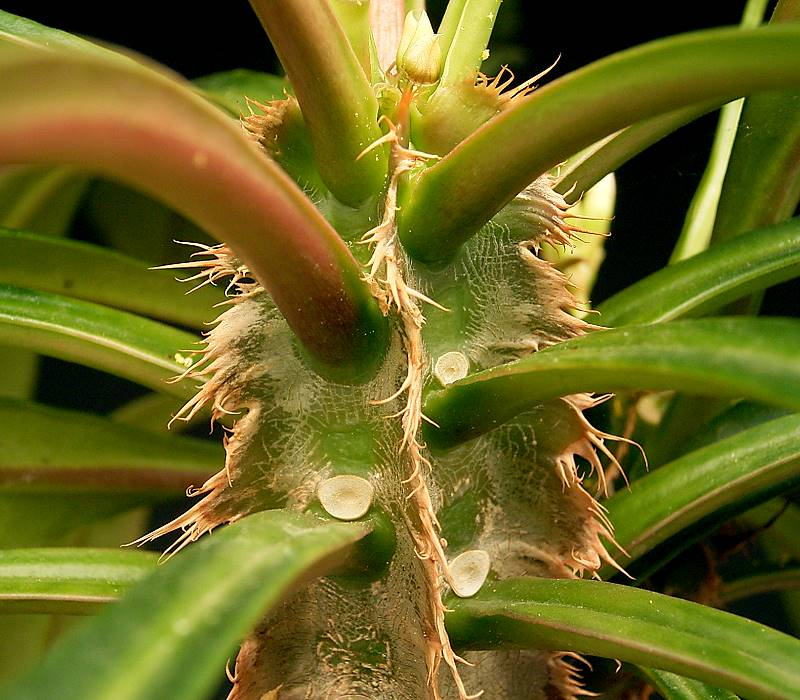
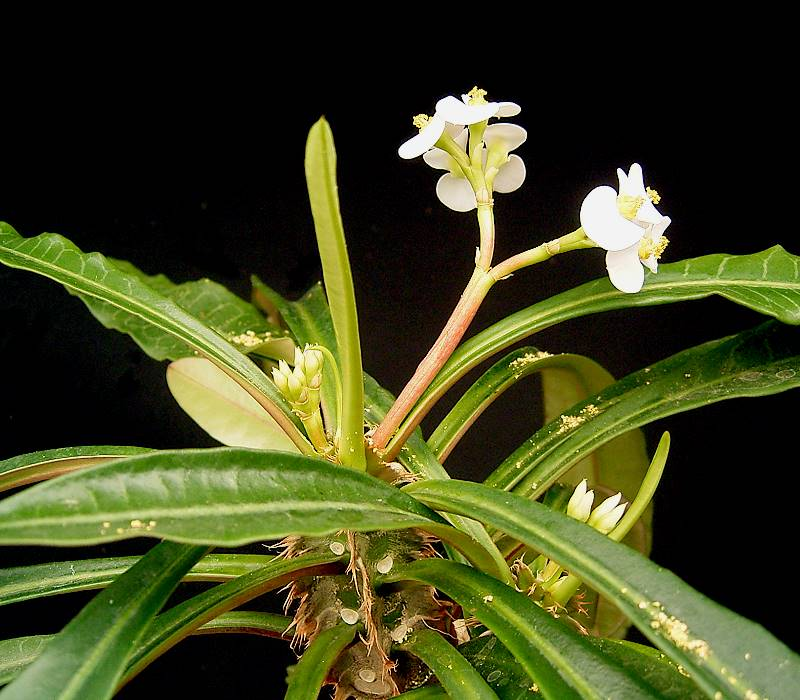
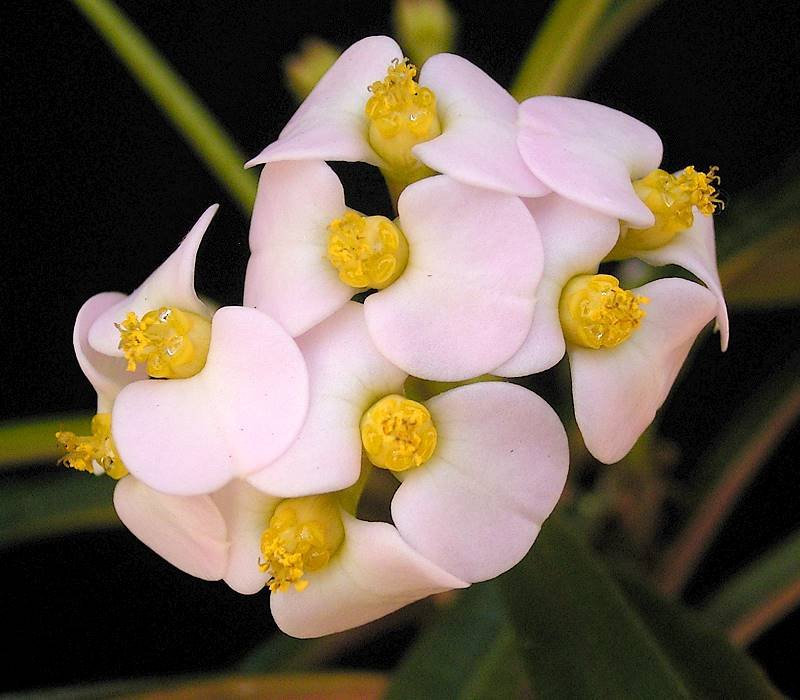